# Egon Brunswik
Egon Brunswik (* 18. März 1903 in Budapest als Egon Brunswik Edler von Korompa; † 7. Juli 1955 in Berkeley (Kalifornien)) war ein US-amerikanischer Psychologe österreichisch-ungarischer Herkunft.

## Leben
Egon Brunswik ging als Kind nach Wien auf die Theresianische Akademie. Anschließend studierte er Ingenieurwissenschaften an der Technischen Hochschule Wien, wandte sich dann aber der Psychologie zu und studierte sie zusammen mit Paul Felix Lazarsfeld und Konrad Lorenz an der Universität Wien. 1927 promovierte er bei Karl Bühler. Bei einer Gastdozentur in Ankara 1931/32 gründete er das erste psychologische Laboratorium der Türkei. Während seiner Assistenzzeit in Wien lernte er Edward Tolman kennen, der 1933 in Wien Gast war. Im Sommer 1933 reichte er an der Philosophischen Fakultät der Universität Wien seine Habilitation zum Thema Wahrnehmung und Gegenstandswelt ein, die dann im Jahr 1934 angenommen wurde. Er war damit der erste Habilitationsbewerber, der die venia legendi nur für das Gebiet der Psychologie erteilt haben wollte. Dies ist insofern von Bedeutung, als dies ein weiterer Schritt der Loslösung des Faches Psychologie von der Mutterdisziplin Philosophie darstellte. 1936 erhielt er durch Tolman einen Ruf an die Berkeley University in Kalifornien. 1938 heiratete er dort die Psychoanalytikerin und Sozialpsychologin Else Frenkel, die er bereits aus Wien kannte.

## Arbeitsthemen
Brunswik betont die Bedeutung der Umwelt für das nach gültigen Informationen suchende Subjekt. Derselbe Gegenstand wird vom Subjekt immer wieder verschieden wahrgenommen, sodass es über die verschiedenen Informationen Schlüsse auf die Eigenart des Gegenstands ziehen muss: Die Umwelt ist nicht direkt wahrnehmbar, sondern muss erschlossen werden. Bildlich ausgedrückt geht also vom Umweltobjekt ein „Fächer“ an Hinweisreizen aus, die vom Beobachter wieder für ein Urteil zusammengeführt werden: die Brunswiksche Linse. Damit wird deutlich, dass Wahrnehmung immer auf durch Vorerfahrungen und Gewichtungen basierenden Schlüssen über eine probabilistische Umwelt beruht (siehe auch Fuzzy-Logik). Dies wird als probabilistischer Funktionalismus bezeichnet.
Brunswik fragt dann, warum wir dennoch zu recht zuverlässigen Schlüssen über unsere Umwelt kommen und weist nach, dass verschiedene Hinweisreize einander ersetzen können. Konsequenterweise lehnt er Laborversuche, die gerade das Ausschalten solch anderer Variablen zum Kern ihres Vorgehens machen, als künstlich und ökologisch nicht aussagefähig ab. Er wird so ein Begründer ökologischer Ansätze in der Psychologie und zugleich über das schlussfolgernde Subjekt ein früher kognitiver Psychologe.
Das Brunswiksche Linsen-Modell hat sich als Strukturmodell für Themen wie Wahrnehmung, Lernen, Entscheidung, Neugier und Kommunikation als äußerst produktiv erwiesen. In seinen Grundzügen beruht es auf Vorstellungen von Fritz Heider, welche er in seinem Buch Ding und Medium darlegte. Es wurde in verschiedenen Theorien wie der Social Judgement Theory (SJT) aufgegriffen und weiterentwickelt und 1964 durch Albert William Tucker mathematisiert. In dieser Form wird es bis heute für grundlegende Forschungsdesigns verwendet.
Er prägte den Begriff der „ratiomorphen Apparates“, ein vorbewusstes implizites Wissen, das nicht dem reflektierten rationalen Denken entspringt.

## Veröffentlichungen (Auswahl)
- Wahrnehmung und Gegenstandswelt: Grundlegung einer Psychologie vom Gegenstand her. Deuticke, Leipzig 1934
- Experimentelle Psychologie in Demonstrationen. Springer, Wien 1935
- The Organism and the Causal Texture of the Environment. In: Psychol. Rev. Band 42, 1935, S. 43–77. (E. Tolman &)
- Probability as a determiner of rat behavior. In: Journal of Experimental Psychology Band 25, 1939
- The conceptual focus of systems. In: M. H. Marx (Hrsg.): Psychologicals theory. MacMillan, New York 1951 (ursprünglich von 1939)
- Organismic achievement and environmental probability. In: Psychological Review. Band 50, 1943, S. 255–272
- The Conceptual Framework of Biology (= International Encyclopedia of Unified Science. Band 1, Nr. 10). University of Chicago Press, Chicago 1952; 5. Auflage 1969.
- Perception and the representative design of psychological experiments. University of California Press, Berkeley 1956 (ursprünglich von 1947)
- The conceptual framework of psychology. Chicago 1952